# Campeonato Europeu de Corridas de Camiões
O Campeonato Europeu de Corridas de Camiões (ETRC) é um campeonato de automobilismo europeu de truck racing, organizado pela FIA.
O campeonato europeu é composto por Grande Prémios, corridas a bordo de camiões de competição disputados em circuitos permanentes fechados. Realiza-se anualmente desde 1985, tendo-se disputado em 2018 a sua 34ª edição.
O piloto de maior sucesso é Steve Parrish, com cinco títulos em 1990, 1992, 1993, 1994, 1996 em duas categorias diferentes. Jochen Hahn tornou-se no segundo piloto mais bem sucedido da história depois de vencer o Campeonato de 2018.

## História

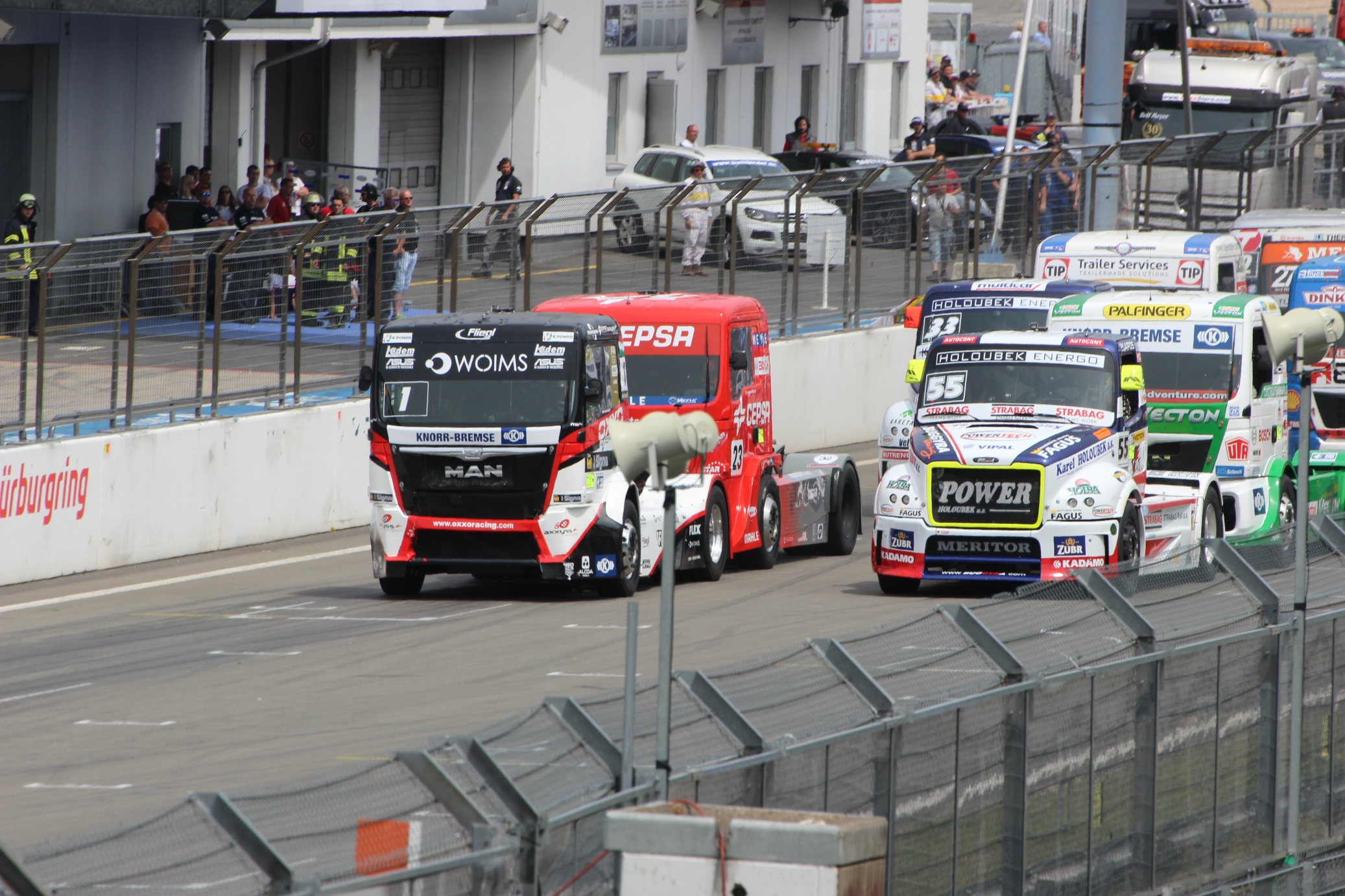
Grande prêmio de Nürburgring de 2015

O campeonato foi criado em 1985, com três categorias de camiões de acordo com sua cilindrada e do seu peso: Classe A até 11,9 litros e 5 toneladas, classe B até 14,1 litros e 5,5 toneladas e classe C até 18,5 litros e 6 toneladas.
Em 1994, o número de categorias passou três para duas, Trucks e Super-Trucks. Trucks são camiões padrão, enquanto Super-Trucks têm chassis protótipo com motores de 1.600 cavalos e outras características técnicas. A competição é oficialmente sancionada pela FIA.
A Mercedes-Benz está no campeonato europeu desde o início, mas decidiu se retirar em 2001 da categoria Super-Truck por razões financeiras, devido ao grande aumento dos custos envolvidos. Nesse mesmo ano, a MAN também se retirou dessa categoria.
Depois de 2006, apenas a categoria "padrão" permanece em competição. A FIA decidiu remover a categoria SuperTrucks para reduzir custos, (que se tornaram insustentáveis) e velocidade. As equipas deveriam manter vários elementos originais e o uso do diferencial foi banido, devido ao seu custo.
A Renault Trucks entra na competição em 2007 e mostra claramente as suas ambições e o seu desejo de se posicionar como líder do campeonato. Em 2010, uma nova equipa MKR Technologie apoiada pela Renault Trucks, juntou-se ao campeonato e ganhou o título de equipa campeã europeia nesse mesmo ano e em 2012. A equipa está expandiu-se com a chegada de um terceiro camião e um terceiro motorista, Adam Lacko.
Em 2015 a FIA entrega à recém criada ETRA Promotion (European Truck Racing Association) o papel de promotor do campeonato ETRC.
A Taça dos Promotores é criada a partir da temporada de 2016 para os pilotos que não participam em todo o campeonato. A temporada de 2018 acolhe 20 pilotos, sendo a temporada mais concorrida desde 2007.

## Campeões

### 1985–1993
| Ano  | Class A        | Class A              | Class B           | Class B                | Class C        | Class C              |
| ---- | -------------- | -------------------- | ----------------- | ---------------------- | -------------- | -------------------- |
| 1985 | Rod Chapman    | Ford Cargo           | Richard Walker    | Leyland                | Yves Barrat    | Renault              |
| 1986 | Mel Lindsay    | Leyland Roadtrain    | Slim Borgudd      | Volvo White            | Curt Göransson | Volvo N12            |
| 1987 | Rod Chapman    | Ford Cargo           | George Allen      | Volvo White            | Slim Borgudd   | Volvo White          |
| 1988 | Gérard Cuynet  | Ford Cargo           | Curt Göransson    | Volvo N12              | Rolf Björk     | Scania T143M         |
| 1989 | Rod Chapman    | Volvo N12            | Curt Göransson    | Volvo N12              | Thomas Hegmann | Mercedes-Benz 1450-S |
| 1990 | Axel Hegmann   | Mercedes-Benz        | Curt Göransson    | Volvo N12              | Steve Parrish  | Mercedes-Benz 1450   |
| 1991 | Richard Walker | Volvo White Aero     | Jokke Kallio      | Sisu SR 340            | Gerd Körber    | Phoenix MAN          |
| 1992 | Richard Walker | Volvo White Aero     | Jokke Kallio      | Sisu SR 340            | Steve Parrish  | Mercedes-Benz 1450-S |
| 1993 | Gérard Cuynet  | Mercedes-Benz 1733-S | Harri Luostarinen | Sisu SR 340 Revolution | Steve Parrish  | Mercedes-Benz 1450-S |

### 1994–2005 (Taça da Europa FIA)
| Ano  | Super-Race-Trucks    | Super-Race-Trucks             | Race-Trucks       | Race-Trucks          |
| ---- | -------------------- | ----------------------------- | ----------------- | -------------------- |
| 1994 | Steve Parrish        | Mercedes-Benz 1834-S          | Boije Ovebrink    | Volvo NL12           |
| 1995 | Slim Borgudd         | Mercedes-Benz 1834-S          | Martin Koloc      | Sisu SR 340          |
| 1996 | Steve Parrish        | Mercedes-Benz 1834-S          | Martin Koloc      | Sisu SR 340          |
| 1997 | Harri Luostarinen    | Caterpillar TRD               | Heinz-Werner Lenz | Mercedes-Benz 1938-S |
| 1998 | Ludovic Faure        | Mercedes-Benz Atego Renntruck | Heinz-Werner Lenz | Mercedes-Benz 1938-S |
| 1999 | Fritz Kreutzpointner | MAN 18.423 FT                 | Heinz-Werner Lenz | Mercedes-Benz 1938-S |
| 2000 | Harri Luostarinen    | Caterpillar TRD               | Noël Crozier      | MAN 19.414           |
| 2001 | Fritz Kreutzpointner | MAN TR 1400                   | Lutz Bernau       | MAN 19.414           |
| 2002 | Gerd Körber          | Buggyra MK 002                | Egon Allgäuer     | MAN TGA              |
| 2003 | Gerd Körber          | Buggyra MK 002/B              | Lutz Bernau       | MAN TGA              |
| 2004 | Markus Oestreich     | VW Titan                      | Stuart Oliver     | MAN TGA              |
| 2005 | Ralf Druckenmüller   | VW Titan                      | Antonio Albacete  | MAN TGA              |

| Ano  | Super-Race-Trucks B | Super-Race-Trucks B |
| ---- | ------------------- | ------------------- |
| 2001 | Stan Matějovský     | Tatra               |

### 2006–presente (Campeonato Europeu FIA)
| Temporada | Piloto           | Camião        |
| --------- | ---------------- | ------------- |
| 2006      | Antonio Albacete | MAN TGA       |
| 2007      | Markus Bösiger   | Buggyra       |
| 2008      | David Vrsecky    | Buggyra       |
| 2009      | David Vrsecky    | Buggyra       |
| 2010      | Antonio Albacete | MAN TGS       |
| 2011      | Jochen Hahn      | MAN TG        |
| 2012      | Jochen Hahn      | MAN TG        |
| 2013      | Jochen Hahn      | MAN TGS       |
| 2014      | Norbert Kiss     | MAN           |
| 2015      | Norbert Kiss     | MAN           |
| 2016      | Jochen Hahn      | MAN TGS       |
| 2017      | Adam Lacko       | Freightliner  |
| 2018      | Jochen Hahn      | Iveco Stralis |